# Большой Аджалыкский лиман
Большой Аджалыкский лиман (Дофиновский лиман) — пересыхающий солёный лиман в Одесской области, на побережье Чёрного моря, в 12 км на восток от Одессы. Длина лимана — около 8 км, ширина — в среднем 1 км, максимально — до 1,5 км. Максимальная глубина — 1,2 м, средняя — менее 0,5 м. От моря лиман отделён узкой песчаной пересыпью. С июля 2001 года лиман имеет ограниченное сообщение со смежной частью моря через трубу диаметром около 1 м. Большой Аджалыкский лиман считается самым мелким лиманом северо-западного Причерноморья.
Отсутствие гарантированного стока и связи с морем приводило в прошлом к усыханию водоёма. Солёность воды в нём характеризовалась значительными колебаниями — от 16 до 55 ‰. В летнее время температура воды в лимане достигает 30 °C, содержание кислорода в это время — 5,5 мг/л.
Дно на глубине более 0,3 м покрыто плотным чёрным илом, ближе к берегу встречаются небольшие плоские камни. Вблизи берега дно покрывают заиленные пески. Вблизи кос, в составе ила присутствует незначительная (до 5 %) примесь песка с раковинами моллюсков.
На берегу лимана расположены поселки Вапнярка, Новая Дофиновка, Александровка и пр.

## История
В начале XIX века лиман соединялся с морем, к концу же века отделился от него неширокой пересыпью.
В годы больших паводков (1911, 1933, 1936 и позже) в пересыпи образовывались промоины, по которым в лиман проникали мальки морских рыб. В сухие же годы лиман усыхал. Позже по пересыпи была проложена автодорога и до 1955 года лиман не имел сообщения с морем.
В 1955 году под дорогой был прорыт канал.
С 1920-х годов лиман использовался рыбными хозяйствами для разведения кефали. Максимальный улов (350 ц, 63,6 кг/га) был достигнут в 1937 году. В послевоенные годы зарыбление лимана происходило нерегулярно. В начале 1970-х использование лимана для рыборазведения было прекращено. С конца 1990-х на лимане вновь действует рыбное хозяйство, однако эффективность его невелика.
В 1993 году, в лимане полностью высох северный бассейн, а солёность воды оставшейся части к ноябрю достигла 94 ‰.
В 1998—2002 годы лиман был связан с морем периодически открываемым каналом на пересыпи.
В начале июля 2002 года в теле пересыпи была проложена труба диаметром 920 мм с выходом в море на глубину 3 м в двухстах метрах от берега.
Лиман упоминается в Энциклопедии Брокгауза и Ефрона, однако с ошибкой — Григорьевским лиманом называется лежащий в 10 км восточнее Малый Аджалыкский лиман.
(Григорьевский) или озеро Бююк-Аджалык — длина 7 вер., ширина 1½ вер., начинается немного ниже болгарской колонии М. Буялык (Одесского уезда Херсонской губернии) и тянется к Ю до самого Чёрного моря, от которого отделяется узкой песчаной пересыпью; на пересыпи — селение Новая Дуфинка. Ещё в начале настоящего столетия соединялся с морем. — Самосадочная соль.

## Галерея
- Мост через канал, соединяющий лиман и море
- Канал, между лиманом и морем
- Шлюз на канале